# Арлије
Арлије су етничка заједница која претежно живи у Северној Македонији. Према попису становништва из 2002. године већину Арлија живи у општини Шуто Оризари, у Северној Македонији.

## Историја
Арлије су пореклом из Анадолије, регије у западној Азији. За време Османског царства настањили су се у тадашњој провинцији Румелији. Арлије припадају муслиманском ромском народу. Постоје различите подгрупе Арлија, назване по њиховим традиционалним занимањима. Данас живе на подручју Македоније, Косова и јужне Србије. Поред македонског и албанског, говоре и арлијанским дијалектом балканских Рома.

## Познате Арлије
- Шабан Бајрамовић
- Есма Реџепова
- Мухарем Сербезовски